# Psacalium peltatum
Psacalium peltatum là một loài thực vật có hoa trong họ Cúc. Loài này được (Kunth) Cass. miêu tả khoa học đầu tiên năm 1826.